# De passie van Jezus Christus op de herdenking van de 7 getijden

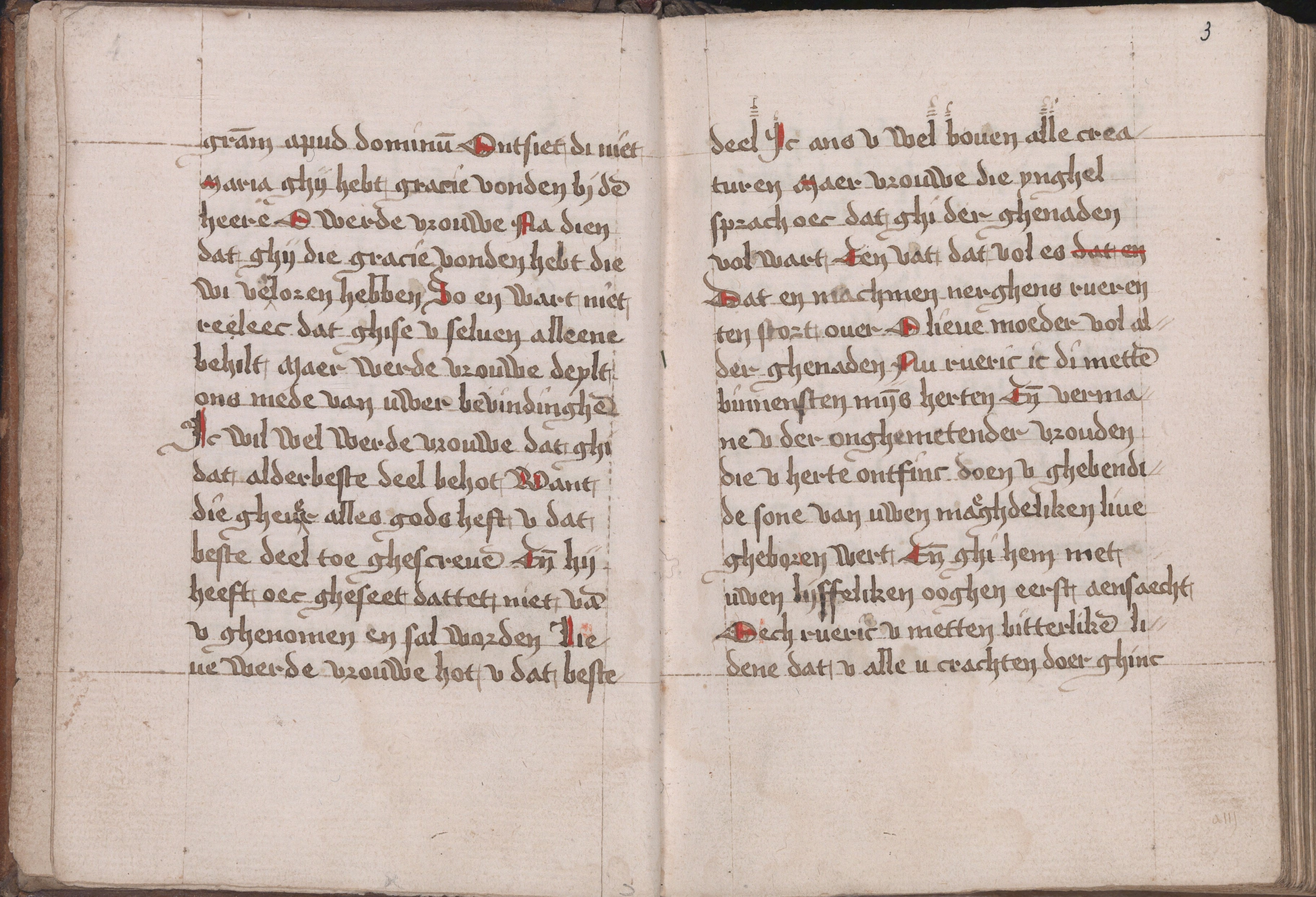
Fragment uit het verzamelhandschrift Hs. 207. Vervaardigd in Brabant, 2de helft van de 15de eeuw.

De passie van Jezus Christus op de herdenking van de 7 getijden is de naam van een zeldzaam manuscript dat bewaard wordt in de Universiteitsbibliotheek Gent. Het handschrift (Hs. 207) bevat namelijk een Middelnederlandse versie van het passieverhaal van Jezus Christus in de versie van de herdenking van de zeven getijden. 

## Handschrift 207
Het handschrift wordt voluit benoemd als Die passie Ons Heeren Jhesu Christi op therdincken der VII ghetiden. Het werd vervaardigd in de Zuidelijke Nederlanden, rond Brabant, in de tweede helft van de vijftiende eeuw. Het was eerst in bezit van een zekere Clara Nattevoet en een Miguel Angel. Wie deze personen precies zijn, is onbekend.
Het manuscript bevat naast de Passie van Jezus Christus - die folio's 1r. t.e.m. 140v. bestrijkt - ook nog enkele andere korte ascetische teksten. Het bevat het verhaal van de Drie deugden die de mens volmaakt maken en de Dicta van Bernardus, Augustinus en anoniemen.

## De passie van Jezus Christus op de herdenking van de 7 getijden
De Passie van Jezus Christus was een van de belangrijkste, zo niet de voornaamste van de devoties die tijdens de late Middeleeuwen onder leken in het Middelnederlands opbloeiden. Het mysterie van Christus' lijden vormde de kern van het christelijk geloof en stond derhalve centraal in de mis. In de late Middeleeuwen werden pogingen ondernomen leken door middel van preken, teksten en beelden steeds nauwer bij de mis en Christus' lijden te betrekken. Dat gebeurde door dat lijden in zeer realistische termen en vormen te schilderen en te beschrijven, waardoor men zich in dit lijden kon inleven, het als het ware kon ‘mede lijden’, en aldus dieper doordrongen kon raken van de betekenis van Christus' zoendood voor het heil van de mensheid.
Omwille van de belangrijke betekenis van het verhaal, staat deze tekst zo centraal in het manuscript. Het is ook de reden waarom het manuscript vernoemd werd naar dit deel van de verzameling. 

## Drie deugden die de mens volmaakt maken
Dit deel van de tekst handelt over de drie goddelijke deugden die de mens zogezegd volmaakt zouden maken. In de Christelijke traditie worden geloof, hoop en liefde de ‘goddelijke deugden’ genoemd. Anders dan bijvoorbeeld de rechtvaardigheid of de matigheid zijn het inderdaad deugden die gericht zijn op God. Het zijn de basishoudingen waarin de relatie met God gestalte krijgt. We noemen ze bovendien ‘goddelijk’, omdat ze altijd ook een gave van God zijn.

##### 1. Geloof
Het geloof is een bovennatuurlijke deugd waardoor de mens in staat is om voor waar en zeker aan te nemen alles wat God geopenbaard heeft en door de Heilige Kerk ons voorhoudt te geloven. Wij moeten vast geloven in alles wat God geopenbaard heeft, omdat Hij de opperste waarheid is, die niet kan bedriegen of bedrogen worden. Het geloof is absoluut nodig om zalig te worden, want Christus zegt dat ongelovigen veroordeeld zullen worden.

##### 2. Hoop
Hoop is de bovennatuurlijke deugd waardoor wij met een vast vertrouwen van God verwachten dat Hij ons het eeuwig leven kan schenken alsook alle zaken die ons helpen om dit te verwerven.

##### 3. Liefde
De liefde is de bovennatuurlijke deugd waardoor wij God boven alles beminnen en de naaste als onszelf. God boven alles beminnen wil zeggen dat we liever alles, zelfs ons eigen leven, voor Hem zouden opgeven dan door een doodzonde zijn vloek over ons uit te roepen. Vaak worden er ook redenen gegeven waarom men God moet beminnen: omdat Hij oneindig goed en volmaakt is; omdat Hij dit van ons verlangt; omdat Hij ons ontelbare diensten heeft bewezen; omdat Hij er ons nog grotere belooft; omdat zonder de liefde andere deugden en de beste werken ons toch niet zalig kunnen maken.